# Duomo di Larino
Il duomo di Larino, o basilica concattedrale di Santa Maria Assunta e San Pardo, si trova nell'omonima città in provincia di Campobasso. Nel giugno 1928 papa Pio XI lo elevò alla dignità di basilica minore.
È sede di una parrocchia inserita nella zona pastorale di Larino-Campomarino.

## Storia

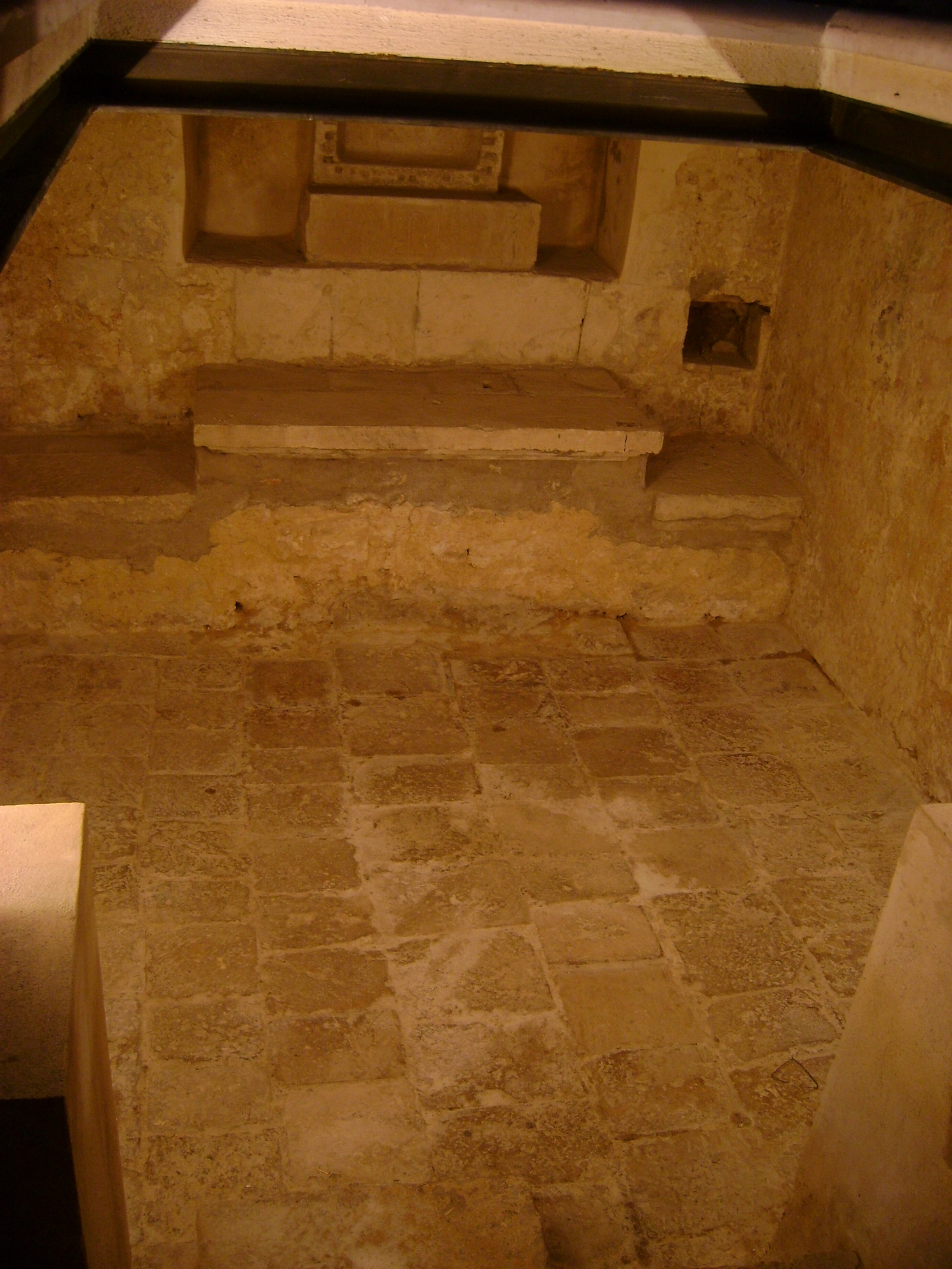
Un'aula sottostante l'attuale pavimento della basilica

La chiesa risale al XIII secolo. Una lapide posta sul portale d'ingresso attesta la data della sua consacrazione, il 30 luglio 1319. Secondo gli storici inoltre, la cattedrale sarebbe stata edificata su un preesistente tempio, la cui datazione è tuttora sconosciuta.
Una chiesa dedicata a San Pardo è attestata nel 1081 in un atto di donazione compiuto da tal Luffrido, Prete di Larino, a favore del Monastero di San Giovanni in Venere di alcuni terreni e piccole chiese edificate nel quartiere o contrada di San Pardo, nei pressi della Chiesa ad esso dedicata: ciò significa evidentemente che un edificio di culto in Larino e dedicato a San Pardo già doveva esistere verso la fine dell'XI secolo e che si trovava in una contrada al di fuori del centro abitato.
Secondo alcuni studi le differenze stilistiche all'interno della basilica sono dovute ad un mutamento di direzione dei lavori sul finire del XIII secolo. I modelli decorativi e le tecniche di costruzione indicherebbero infatti un periodo di costruzione continuativo tra la fine del XIII e l'inizio del XIV secolo, i cui lavori sarebbero stati operati da maestranze differenti.

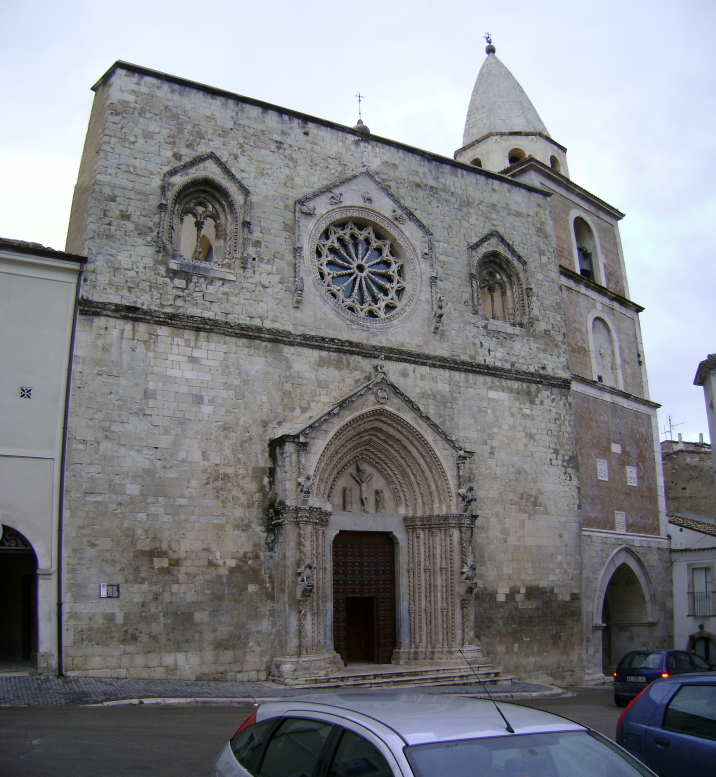
La facciata

Nel XIV secolo furono realizzati gli affreschi delle pareti e dei pilastri, raffiguranti i santi. Ad abbellire il soffitto, lasciato con capriate a vista, furono realizzati dipinti policromi. Il XV secolo non interessò la chiesa per particolari interventi, ad eccezione della traslazione delle reliquie di San Pardo, sistemate in un altare nella navata destra. Nel Cinquecento fu realizzato il campanile, il cui basamento, del maestro Giovanni di Casalbore di Avellino, fu costruito nel 1451. Nel 1537 venne aggiunto un affresco dell'Annunciazione a sinistra dell'ingresso principale, nella parte interna. Lo stesso secolo vide una forte presenza di privati che commissionarono interventi nella cattedrale, molti dei quali ancora esistenti, come numerosi altari.
Per la vitalità artistica della basilica, il Seicento fu un secolo di crisi. Nel 1656 la cittadina venne infatti colpita dalla peste, che lasciò numerose vittime. I superstiti furono costretti ad affrontare lunghi periodi di povertà. Per ridare una dignità economica e religiosa alla città, Mons. Catalani abbellì la chiesa con oggetti preziosi e con una statua raffigurante San Pardo, ora trafugata.

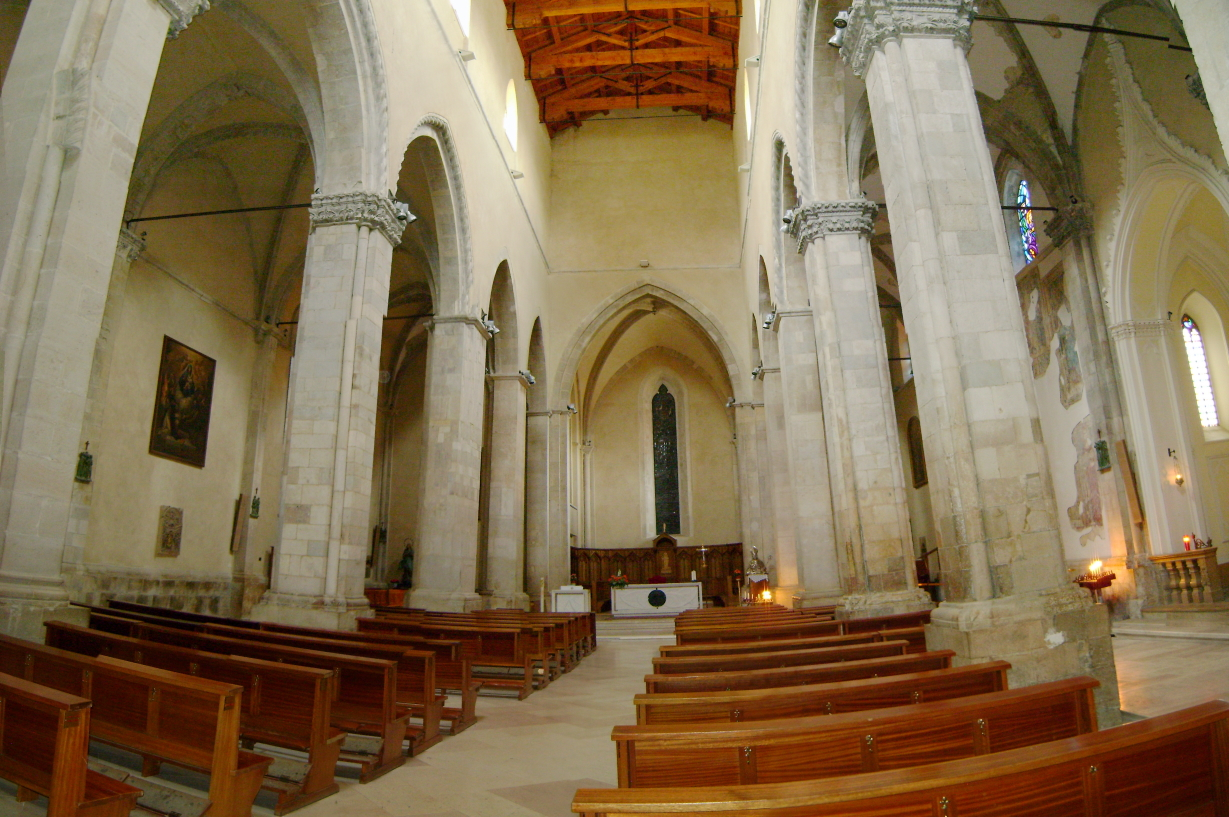
L'interno

In età barocca la quota del pavimento fu alzata, vennero realizzate due finestre che fiancheggiavano il portale e furono ampliate quelle del corpo longitudinale. Vennero inoltre eliminati alcuni altari privati, ritenuti un numero eccessivo.

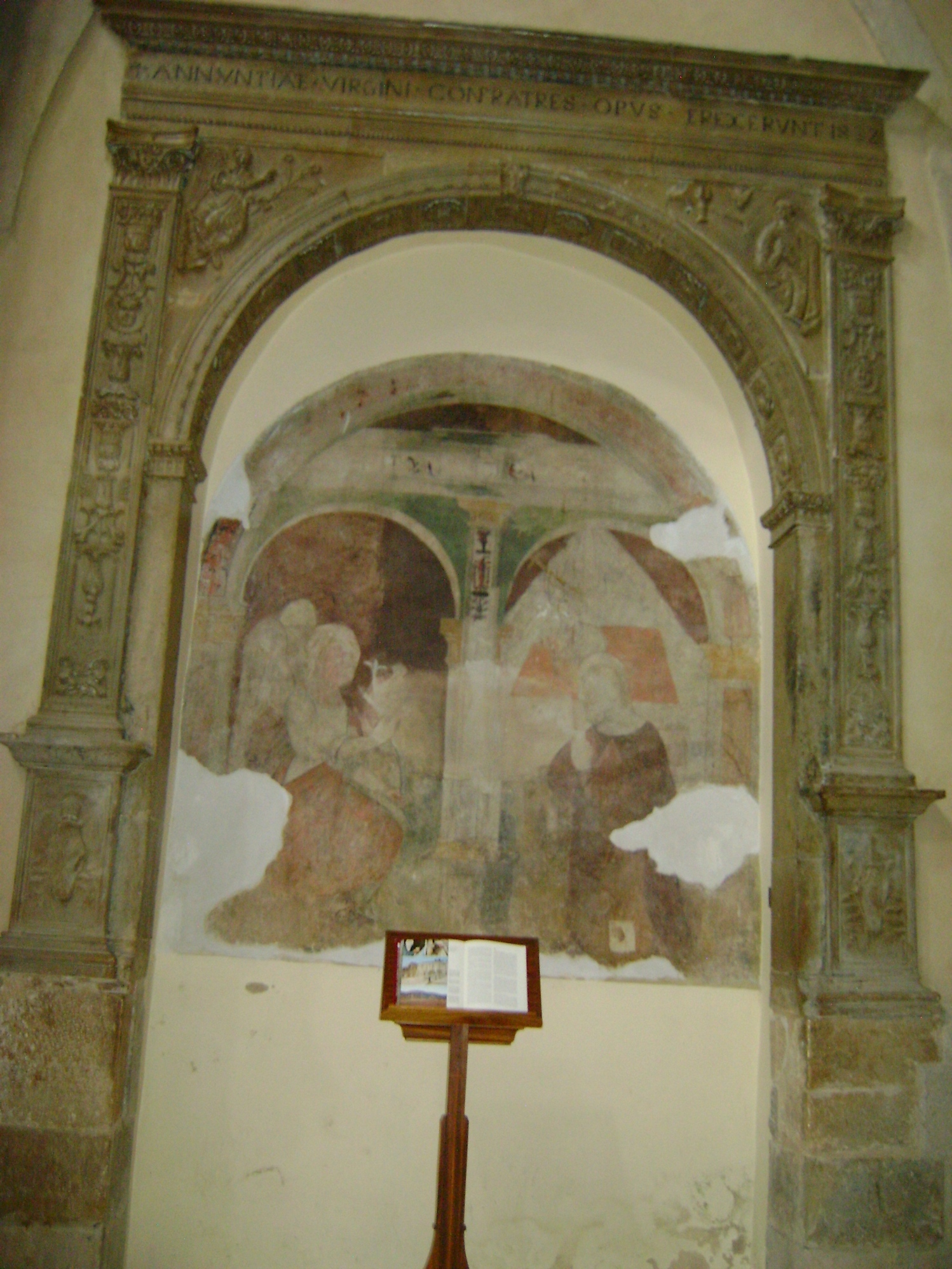
L'affresco dell'Annunciazione

La trasformazione dei caratteri architettonici della cattedrale, da medievali a barocchi, furono apportati sotto la direzione del vescovo Giovanni Andrea Tria. Il soffitto a capriate venne sostituito con uno a cassettoni e vennero realizzati ornamenti in stucco alle volte gotiche delle navatelle. Fu rialzato il presbiterio, su cui vennero posizionati un nuovo altare e una cattedra vescovile, entrambe in marmi policromi e realizzate da artigiani napoletani. La chiesa fu poi riconsacrata nel 1729, nonostante i lavori di ristrutturazione non fossero ancora terminati.
L'Ottocento fu caratterizzato dalla riscoperta dell'architettura medievale, che sfociò nello sviluppo di caratteri architettonici romanici e gotici. Questo pensiero coinvolse anche il duomo di Larino, che riscoprì e valorizzò i suoi caratteri originari. Promotore della riscoperta fu il vescovo Francesco Giampaolo. Vennero quindi mutate le finestre, che divennero a sesto acuto, il soffitto venne arricchito da dipinti neogotici di Ludovico Palladino e fu realizzato sul presbiterio un arco con lineamenti gotici. Le arcate e i capitelli della navata centrale vennero ornati da decorazioni di stile trecentesco. Lo stesso vescovo fece apportale alcune modifiche strutturali alla basilica, facendo allungare le due navatelle verso il presbiterio e facendo retrocedere l'altare. Successivamente fece anche cambiare l'arredamento della zona presbiteriale.

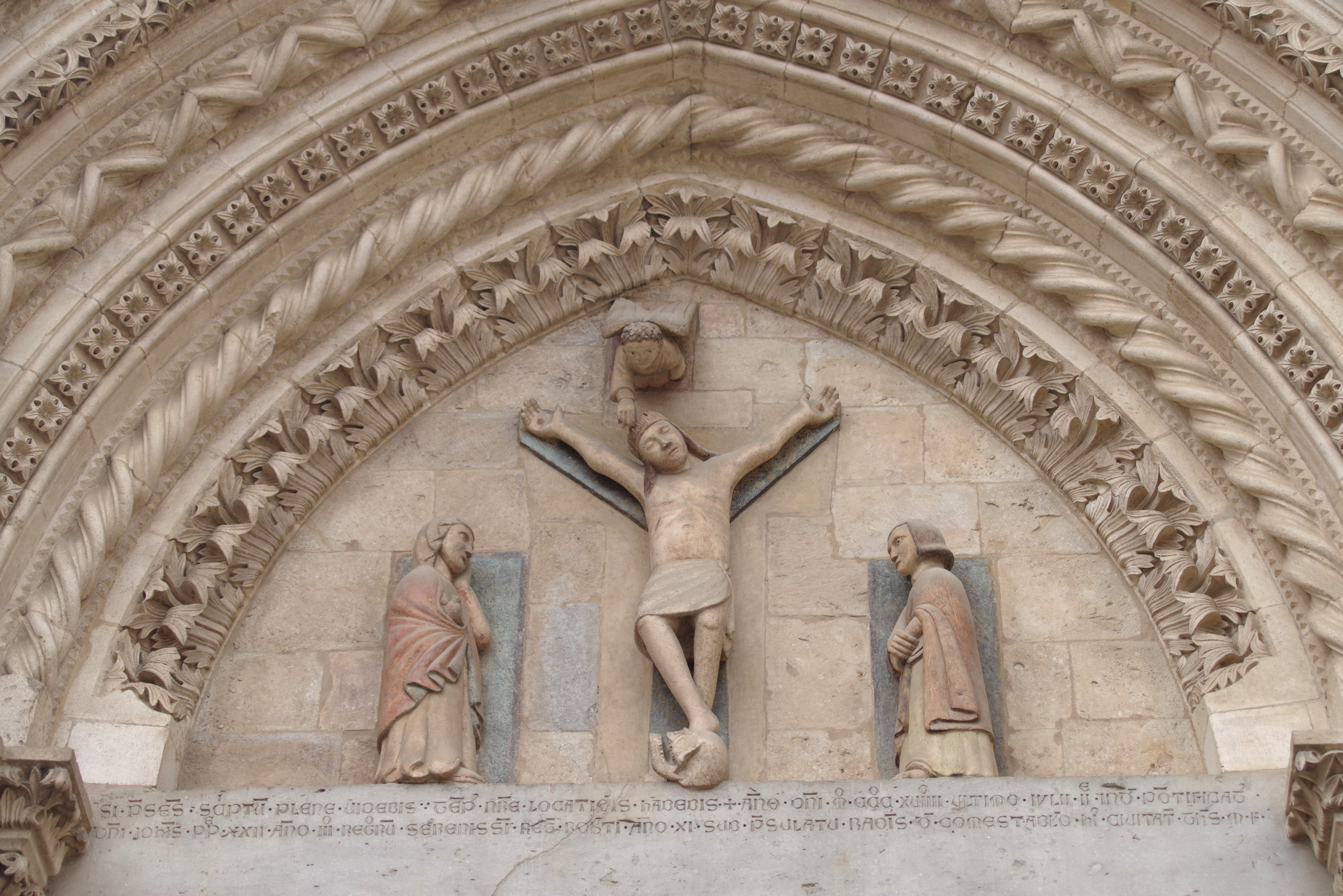
Duomo di Larino, particolare del frontone.

Dal 1931 nella chiesa si sono susseguiti interventi di restauro che ne hanno consolidato la struttura, compreso il campanile, distrutto da un fulmine nel 1943.